# Лукашенко Віктор Авраамович
Віктор Авраамович Лукашенко (2 липня 1937, Київ — 5 січня 2022) — радянський футболіст, тренер. Закінчив Вінницький педагогічний інститут. Майстер спорту СРСР (1970). Заслужений тренер Української РСР (1980).

## Кар'єра
Вихованець спортивної школи № 1 (Київ).
Виступав у командах:
- Динамо (Київ)
- СКВО Свердловськ
- Арсенал (Київ)
- Металург (Запоріжжя)

Як тренера/головного тренера:
- Металург (Запоріжжя) - чемпіон України, вихід до 1 ліги.
- Спартак (Івано-Франківськ) - чемпіон України, вихід до 1 ліги.
- Авангард (Рівне)
- Дніпро (Дніпропетровськ)- 2 місце в 1 Лізі, вихід до Вищої ліги.
- Динамо (Махачкала)
- Крила Рад (Куйбишев)
- Віктор (Запоріжжя)
- Рубін (Казань)